# Justus Henkes
Justus Henkes (ur. 3 kwietnia 2001 r. w La Jolla) – amerykański snowboardzista, specjalizujący się w konkurencjach slopestyle oraz big air, brązowy medalista mistrzostw świata, wicemistrz świata juniorów.

## Kariera
Na arenie międzynarodowej zadebiutował w styczniu 2015 roku podczas konkursu half-pipe'a w amerykańskim Copper Mountain. Na początku sportowej kariery skupiał się głównie na występach w zawodach halfpipe’owych, jednak po raz ostatni wystartował w nich w 2017 roku. Na grudzień 2016 roku przypadł debiut w zawodach z cyklu Pucharu Świata. W konkursie halfpipe’a rozgrywanego również w Copper Mountain uplasował się na 17. lokacie. W marcu 2017 po raz pierwszy w karierze wystąpił w imprezie rangi mistrzowskiej. Podczas mistrzostw świata w Sierra Nevada wystartował w slopestyle’u oraz big air, zajmując kolejno 38. oraz 14. miejsca. W tym samym miesiącu osiągnął pierwszy poważny sukces w karierze. Podczas mistrzostw świata juniorów w Szpindlerowym Młynie zdobył srebrny medal w slopestyle’u, ulegając jedynie rodakowi Chrisowi Corningowi.
W zawodach pucharowych regularnie pojawia się od sezonu 2017/2018. Na pierwsze miejsce na podium zawodów tej rangi musiał czekać do marca 2019 roku. Wtedy to zajął 2. miejsce w konkursie slopestyle’u w amerykańskim Mammoth Mountain. W klasyfikacji slopestyle’u w sezonie 2018/2019 zajął drugą lokatę, sezon później w tej samej klasyfikacji był czwarty. W lutym 2019 roku osiągnął jak dotąd największy sukces w karierze, zdobywając brązowy medal w slopestyle’u podczas mistrzostw świata w Park City.

## Osiągnięcia

### Mistrzostwa świata
| Miejsce | Dzień    | Rok  | Miejscowość   | Konkurencja | Zwycięzca        |
| ------- | -------- | ---- | ------------- | ----------- | ---------------- |
| 38.     | 11 marca | 2017 | Sierra Nevada | Slopestyle  | Seppe Smits      |
| 14.     | 17 marca | 2017 | Sierra Nevada | Big air     | Ståle Sandbech   |
| 3.      | 9 lutego | 2019 | Park City     | Slopestyle  | Chris Corning    |
| 48.     | 12 marca | 2021 | Aspen         | Slopestyle  | Marcus Kleveland |
| 7.      | 16 marca | 2021 | Aspen         | Big air     | Mark McMorris    |

### Puchar Świata

#### Miejsca w klasyfikacji generalnej AFU
- sezon 2016/2017: 50.
- sezon 2017/2018: 26.
- sezon 2018/2019: 16.
- sezon 2019/2020: 8.

#### Miejsca w klasyfikacji slopestyle
- sezon 2016/2017: 23.
- sezon 2017/2018: 6.
- sezon 2018/2019: 2.
- sezon 2019/2020: 4.

#### Miejsca w klasyfikacji big air
- sezon 2017/2018: 39.
- sezon 2018/2019: −
- sezon 2019/2020: 8.

#### Miejsca w klasyfikacji halfpipe
- sezon 2016/2017: 39.

#### Miejsca na podium w zawodach
1. Mammoth Mountain – 9 marca 2019 (slopestyle) – 2. miejsce
2. Laax – 15 stycznia 2020 (slopestyle) – 3. miejsce
3. Mammoth Mountain – 1 lutego 2020 (slopestyle) – 3. miejsce